# Rote Madagassische Inselratte
Die Rote Madagassische Inselratte (Nesomys rufus) ist eine Nagetierart aus der Gruppe der Madagaskar-Ratten (Nesomyinae), die auf Madagaskar endemisch ist.

## Merkmale
Die Rote Madagassische Inselratte ähnelt ihrem Aussehen nach einer Maus. Sie besitzt ein weiches Fell, welches an der Oberseite rotbraun gefärbt ist, die Flanken und die Beine sind rot, während die Kehle und der Bauch weiß gefärbt sind. Die hinteren Gliedmaßen sind im Vergleich zu anderen Mäuseartigen relativ lang und die drei mittleren Zehen sind vergrößert, was auf eine zumindest teilweise hüpfende Lebensweise hindeutet. Sie ist ein ausgezeichneter Kletterer, da sie sich mit ihren scharfen Krallen auch an glatten Stämmen festhalten kann.
Rote Madagassische Inselratten erreichen eine Kopf-Rumpf-Länge von 19 bis 23 Zentimeter, eine Schwanzlänge von 16 bis 19 Zentimeter und ein Gewicht von 150 bis 225 Gramm.

## Verbreitung und Habitat

Lebensraum der Madagaskar-Inselratten

Lebensraum dieser Tiere sind Tiefland- und Bergregenwälder bis in 2300 Meter Höhe. Sie bevorzugen eher in höhergelegene Lagen im nördlichen und östlichen Madagaskar. Rote Madagassische Inselratten sind territorial, aber dennoch können sich die zwischen 0,4 und 1,4 Hektar großen Reviere überlappen.

## Lebensweise
Sie sind tag- und dämmerungsaktiv. Ruheplätze sind meist Erdbaue in die sie sich auch bei Gefahr zurückziehen. Die Erdbaue können mehrere Eingänge haben und sind mit Pflanzenmaterial ausgekleidet.
Ihre Nahrung besteht aus kleinen Wirbellosen, Knospen, Früchten und Samen.

## Fortpflanzung
Über ihre Fortpflanzung ist nichts bekannt. Man geht jedoch davon aus, dass die Paarungszeit nicht auf eine bestimmte Jahreszeit festgelegt ist. 
Daher ist eine ganzjährige Fortpflanzung möglich, bei der wie bei Ratten üblich mehrere Jungtiere in einem Nest geworfen werden. Das Nest sollte sich in den bewohnten Erdbauen befinden und entsprechend weich gepolstert sein.